# Tumiritinga
Tumiritinga is een gemeente in de Braziliaanse deelstaat Minas Gerais. De gemeente telt 6.198 inwoners (schatting 2009).

## Aangrenzende gemeenten
De gemeente grenst aan Alpercata, Capitão Andrade, Conselheiro Pena, Galiléia, Governador Valadares en Itanhomi.